# Allenatore di calcio dell'anno (Serbia)
L’Allenatore serbo dell'anno (in serbo Српски тренер године?, Srpski trener godine) è un premio calcistico assegnato dalla Federazione calcistica della Serbia al miglior allenatore serbo dell'anno solare. In concomitanza con l'assegnazione del premio, viene anche premiato il Calciatore serbo dell'anno.

## Palmarès
| Anno | Allenatore           | Club / nazionale  |
| ---- | -------------------- | ----------------- |
| 2005 | Ilija Petković       | Serbia            |
| 2006 | Ljubiša Tumbaković   | Shandong Taishan  |
| 2007 | Miroslav Đukić       | Partizan e Serbia |
| 2008 | Slaviša Jokanović    | Partizan          |
| 2009 | Radomir Antić        | Serbia            |
| 2010 | Milovan Rajevac      | Ghana             |
| 2011 | Ivan Jovanović       | APOEL             |
| 2012 | Dragomir Okuka       | Jiangsu Sainty    |
| 2013 | Ljubinko Drulović    | Serbia under 19   |
| 2014 | Radovan Ćurčić       | Serbia under 21   |
| 2015 | Veljko Paunović      | Serbia under 20   |
| 2016 | Dragan Stojković     | Guangzhou R&F     |
| 2017 | Vladan Milojević     | Stella Rossa      |
| 2018 | Vladan Milojević (2) | Stella Rossa      |
| 2019 | Siniša Mihajlović    | Bologna           |
| 2020 | non assegnato        |                   |
| 2021 | Dragan Stojković (2) | Nazionale Serba   |
| 2022 | Dragan Stojković (3) | Nazionale Serba   |
| 2023 | Dragan Stojković (4) | Nazionale Serba   |
| 2024 | Vladan Milojević (3) | Stella Rossa      |